# Єресь Гора
«Єресь Гора» — цикл науково-фантастичних творів різних авторів за всесвітом «Warhammer 40,000». Він включає як окремі романи, так і збірники повістей і оповідань, аудіодрами, візуальні новели та артбуки. Англійською мовою книги публікуються в декількох форматах (аудіокниги, електронні видання, паперові видання) видавництвом Black Library, одним з підрозділів компанії Games Workshop. Перший роман був опублікований в 2006 році, а станом на 2023 рік видано 65 книг з основної серії та її продовження — «Облоги Терри». Порядок їх видання, втім, не відповідає загальному сюжету, висвітлюючи різні часові проміжки.
Серія описує події однойменної епохи всесвіту «Warhammer 40000», що тривала за 10 тис. років до його «сучасного» часу. Сюжет подається з різних точок зору, та від різних осіб — примархів, космічних десантників, звичайних людей. Усі вони — дійові особи громадянської війни галактичних масштабів, яку розпочав примарх Гор Луперкаль, якого батько — Імператор Людства, призначив Магістром Війни.
Усі примархи — брати, наділені надлюдськими здібностями, вони напівбоги, геніальні військові, стратеги, майстри мистецтв, наук, та філософії. У кожного з них є власний легіон Космічного Десанту — генетично посилених воїнів, у найкращих обладунках та з найкращою зброєю. Коли Луперкаль стає першим серед рівних, братерство дає тріщину, і руйнівні сили Хаосу зводять душу Гора зі світлого шляху. Привернувши на свою сторону ще вісьмох братів з їх легіонами, обманутий Гор повертає проти батька, руйнує світлу мету Імперіуму, та невпинно іде то Терри.
Українською книги будуть видаватися під назвою «Єресь Гора» у видавництві «Molfar Comics», яке вже видавало романи за всесвітом «Warhammer 40,000»: «Ксенос», «Маллеус» та «Перший та Єдиний» Дена Абнетта та «Ночевісник» й «Воїни Ультрамара» Ґрема МакНілла.

## Загальний сюжет
Події циклу «Єресь Гора» є передісторією всесвіту «Warhammer 40000» і розповідають про події галактичної громадянської війни, що сталася за десять тисяч років до епохи, що проходить творах «Warhammer 40000». Історія включає в себе період Великого Хрестового походу, коли роздроблене людство було об'єднано Імператором людства в галактичну державу Імперіум, зраду його першого примарха Гора, а також події після вчинення зради. Події в 31-му тисячолітті докорінно змінили становище людства і заклали основи того світу, який читач бачить в світі 41-го тисячоліття у настільних та відеоіграх.
Сюжет серії започатковується в 31-му тисячолітті, коли держави Терри (Землі) після епохи варварства було об'єднано Імператором. Він створює 20 досконалих людей — примархів, щоб ті очолили похід по галактиці для об'єднання Землі з рештою загублених планет. Проте істоти з виміру енергії Варпу, відомі як Боги Хаосу (Кхорн, Нургл, Тзінч та Слаанеш), дізнавшись про цей план, викрадають примархів, коли вони ще були немовлятами, і розкидають їх по галактиці. Імператор створює на основі вцілілих напрацювань менш могутніх, але чисельних Космічних десантників. Флот із ними приєднує до Імперіуму Місяць, Марс, а потім і позасонячні планети. Поступово Імператор знаходить примархів, які до того часу опинились на різних світах і стали там лідерами. Кожному примарху Імператор віддає під командування один з легіонів Космічних десантників. Так він знаходить Гора, Лемана Расса, Ферруса Мануса, Фулґріма, Вулкана, Рогала Дорна, Пертурабо, Робута Ґіллімана, Маґнуса Багряного, Санґвінія, Лева Ель'Джонсона, Пертурабо, Мортаріона, Лорґара, Джагатая Хана, Конрада Курза, Анґрона, Корвуса Коракса і Альфарія Омегона. Доля двох примархів лишається невідома. Врешті через 200 років Імперіум розбиває величезну імперію космічних орків у світі Улланор, що позначає найвеличніший тріумф Хрестового походу.
Імператор затверджує «Імперську Істину» — світогляд, у основі якого лежить наука, раціоналізм, та перевага людського роду над іншими розумними видами. Так, орки не мають єдиної держави, а елдари занепали, не зумівши контролювати свої бажання задоволень, а численні інші цивілізації є варварами. Імператор віддає командування армією Гору, а сам займається проектом підкорення Павутини — мережі міжпросторових тунелів, що дозволить людям без перешкод переміщуватися по галактиці без використання Варпу.
Також, після перемоги на Улланорі Імператор, занепокоєний зростаючою чисельністю псайкерів (чаклунів всесвіту Warhammer) та звинуваченнями Маґнуса (особливо від Лемана Расса і Мортаріона) у застосуванні забороненого чаклунства скликає велику раду на планеті Нікея. На цій раді вирішували, що робити із псайкерством. Проти псайкерства виступали Сестри Тиші — орден жінок-парій, індивідуумів, душі яких не мають відображення у Варпі. Вони почали розповідати про жахи Хаосу, про моторошних мутантів та зловісних чаклунів, які служать Богам Хаосу. На захисті псайкерства виступав примарх Маґнус Багряний. Він доводив, що знання самі по собі не є загрозою, а загроза може надходити від умислів того, хто володіє цими знаннями. Також, потрібно бути господарем знання, а не його пішаком. Він переконував, що весь його легіон тримає сили під контролем та вірою і правдою служить Імперіуму. Також деякі псайкери переконували Імператора, що псайкер не становить загрози з початку його існування, а якщо псайкерів навчати контролювати свої здібності і захищати розум від впливу Згубних Сил, то вони стануть потужним вкладом у Імперіум. Сторони конфлікту почали приходити до компромісів, аж тут слово взяв Імператор, який нагадав Маґнусу про звинувачення його у забороненому чаклунстві. Вони з батьком почали сперечатися і у гніві Імператор виніс вердикт: віднині, псайкерська діяльність підпадає під повну та сувору заборону. Винятком є лише астропати та навігатори, які життєво необхідні для перельотів крізь Варп.
Тим часом Лорґар починає шанувати Імператора як Бога, що сам Імператор засуджує, і за допомогою Ґіллімана та його легіону знищує місто Монархію, твердиню поклоніння імператору, що збудував Лоргар. Розчарований в ньому, він визнає свою неправоту, та насправді вирішує знайти «справжніх» богів і дізнається про богів Хаосу. Він підлаштовує поранення Гора і коли той лежить без тями, бачить видіння від богів, де в майбутньому Імператору поклоняються як Богу, Імперіум перебуває в занепаді, а самого Гора знають як зрадника. Прагнучи відвернути таке майбутнє, Гор вирішує повстати проти Імператора. Маючи різні образи на батька, до Гора приєднуються Лорґар (який і навернув Гора в єресь), Анґрон (який мав образу на Імператора через те, що він не дав йому загинути разом з рабами-побратимами), Фулґрім (який був розбещений демоном Слаанеш — одного з Богів Хаосу), і Мортаріон (який не розділяв політику батька щодо Імперіуму). Конрад Курз, володіючи даром бачити найгірший варіант майбутнього, боїться загибелі Імперіуму й також стає на їхній бік. Пертурабо доєднується до Гора через ворожнечу з Роґалом Дорном. Альфарій Омегон підтримує заколот, але з наміром завадити йому зсередини. Дізнавшись про зраду, Маґнус порушує Нікейський вердикт та користується забороненою магією, щоб попередити Імператора, але в результаті руйнує вхід до Павутини. На Терру з Варпу прориваються демони, Імператор зупиняє їх, але оголошує Магнуса самого зрадником і не вірить йому. Імператор посилає легіон Лемана Расса захопити й доставити Магнуса (є чутки, що він хотів полагодити вхід до Павутини, поки Маґнус стримуватиме демонів), проте примарх намірюється вбити брата, після отримання наказу Гора. Бачачи загибель свого легіону, та після смертельної рани, Маґнус користується магією, щоб втекти в Око Жаху — потужний та постійний Варп-вихор, що утворився після народження Слаанеш. Там він прийняв покровительство Тзінча — бога знань, змін та магії.
Гор під приводом придушення бунту на планеті Істваан ІІІ скликає туди прихильних до Імператора легіонів, а найвпливовіших примархів, таких як Санґвіній та Робут Ґілліман, разом з їхніми легіонами у далекі від Істваана сектори. Коли легіони прибувають, зрадники несподівано атакують їх і екстермінують планету вірусними бомбами. Кілька вцілілих на кораблі «Ейзенштейн» встигають врятуватися і втекти, щоб розповісти про зраду. Його знаходить Роґал Дорн і, спершу не вірячи, погоджується покарати заколотників. Сім легіонів вирушають на Істваан V, де закріпилися легіони Гора, Мортаріона, Фулґріма й Анґрона. В складі каральної експедиції виявляються легіони Конрада Курза, Лорґара, Пертурабо й Альфарія Омегона. Вони завдають раптового удару, Фулґрім убиває Ферруса і бере в полон Вулкана, котрого Пертурабо намагається схилити на свій бік, але той тікає. Легіони зрадників отримують покровительство богів Хаосу, отримуючи надприродні здібності і Анґрон, Фулґрім, Мортаріон та Маґнус обертаються на демон-принців Згубних Сил. Вірні Імператору легіони зазнають величезних втрат, Гор підбурює сотні планет до повстання, знищуючи всіх незгідних, і починає похід на Терру, щоб убити Імператора.
На кілька років Імперіум тоне в розбраті та громадянській війні. Рогал Дорн займає оборону Сонячної системи. Врешті армія зрадників проривається до Терри та бере в облогу палац Імператора. Гор кидає Імператору виклик і той, лишивши замість себе радника Малкадора, телепортується на його баржу разом із Санґвінієм. Їх розкидає різними місцями, Гор убиває Санґвінія та сходиться в поєдинку з Імператором. Гор завдає Імператору смертельної рани, але Імператор вбиває Гора, який усвідомив, що накоїв і розкаявся перед знищенням. Союзні примархи повертають Імператора в палац. Там він дає інструкції як налаштувати Золотий Трон — пристрій, що підтримуватиме його життя. В результаті Імператор лишається в комі і його починають шанувати як Бога — рятівника людства.

## Твори серії

### Єресь Гора
I. Сходження Гора (англ. Horus Rising, 2006), Ден Абнетт
II. Фальшиві боги (англ. False Gods, 2006), Ґрем МакНілл
III. Галактика у вогні (англ. Galaxy in Flames, 2006), Бен Каунтер
IV. Політ «Ейзенштейна» (англ. The Flight of the Eisenstein, 2007), Джеймс Сваллоу
V. Фулґрім (англ. Fulgrim, 2007), Ґрем МакНілл
VI. Сходження Янголів (англ. Descent of Angels, 2007), Мітчелл Сканлон
VII. Легіон (англ. Legion, 2008), Ден Абнетт
VIII. Битва за Безодню (англ. Battle for the Abyss, 2008), Бен Каунтер
IX. Механікум (англ. Mechanicum, 2008), Ґрем МакНілл
X. Перекази Єресі (англ. Tales of Heresy, 2009), антологія Ліндсі Прістлі та Ніка Кайма
XI. Занепалі Янголи (англ. Fallen Angels, 2009), Майк Лі
XII. Тисяча Синів (англ. A Thousand Sons, 2010), Ґрем МакНілл
XIII. Немезида (англ. Nemesis, 2010), Джеймс Сваллоу
XIV. Перший Єретик (англ. The First Heretic, 2010), Аарон Дембські-Боуден
XV. Спалення Просперо (англ. Prospero Burns, 2011), Ден Абнетт
XVI. Епоха Темряви (англ. Age of Darkness, 2011), антологія під редакцією Крістіана Данна
XVII. Знедолені Мерці (англ. The Outcast Dead, 2011), Ґрем МакНілл
XVIII. Втрачене Звільнення (англ. Deliverance Lost, 2012), Ґев Торп
XIX. Не знаючи страху (англ. Know No Fear, 2012), Ден Абнетт
XX. Примархи (англ. The Primarchs, 2012), антологія під редакцією Крістіана Данна
XXI. Де янгол не наважиться ступити крок (англ. Fear to Tread, 2012), Джеймс Сваллоу
XXII. Тіні зради (англ. Shadows of Treachery, 2012), антологія Ліндсі Прістлі та Ніка Кайма
XXIII. Янгол Екстермінатус (англ. Angel Exterminatus, 2012), Ґрем МакНілл
XXIV. Зрадник (англ. Betrayer, 2013), Аарон Дембські-Боуден
XXV. Мітка Калту (англ. Mark of Calth, 2013), антологія під редакцією Лорі Ґолдінга
XXVI. Вулкан живий (англ. Vulkan Lives, 2013), Нік Кайм
XXVII. Незгадана Імперія (англ. Unremembered Empire, 2013), Ден Абнетт
XXVIII. Шрами (англ. Scars, 2013), Кріс Райт
XXIX. Мстивий Дух (англ. Vengeful Spirit, 2014), Ґрем МакНілл
XXX. Прокляття Піфоса (англ. The Damnation of Pythos, 2014), Девід Аннандейл
XXXI. Спадки Зради (англ. Legacies of Betrayal, 2014), антологія
XXXII. Смертельне Полум'я (англ. Deathfire, 2015), Нік Кайм
XXXIII. Немає війні кінця (англ. War Without End, 2016), антологія
XXXIV. Фарос (англ. Pharos, 2015), Ґай Хейлі
XXXV. Око Терри (англ. Eye of Terra, 2016), антологія
XXXVI. Шлях Небес (англ. The Path of Heaven, 2016), Кріс Райт
XXXVII. Безмовна Війна (англ. The Silent War, 2016), антологія
XXXVIII. Янголи Калібану (англ. Angels of Caliban, 2016), Ґев Торп
XXXIX. Преторіанець Дорна (англ. Praetorian of Dorn, 2016), Джон Френч
XL. Коракс (англ. Corax, 2016), антологія Ґева Торпа
XLI. Володар Людства (англ. The Master of Mankind, 2016), Аарон Дембські-Боуден
XLII. Ґарро (англ. Garro, 2016), антологія Джеймса Сваллоу
XLIII. Розбиті Легіони (англ. Shattered Legions, 2017), антологія
XLIV. Багряний Король (англ. The Crimson King, 2017), Ґрем МакНілл
XLV. Талларн (англ. Tallarn, 2017), антологія Джона Френча
XLVI. Руйнівний Шторм (англ. Ruinstorm, 2017), Девід Аннандейл
XLVII. Стара Земля (англ. Old Earth, 2017), Нік Кайм
XLVIII. Тягар Вірності (англ. The Burden of Loyalty, 2018), антологія
XLIX. Вовче Прокляття (англ. Wolfsbane, 2018), Ґай Хейлі
L. Народжений у Полум'ї (англ. Born of Flame, 2018), антологія Ніка Кайма
LI. Раби Темряви (англ. Slaves to Darkness, 2018), Джон Френч
LII. Вісники Облоги (англ. Heralds of the Siege, 2018), антологія
LIII. Титаномахія (англ. Titandeath, 2018), Ґай Хейлі
LIV. Похований Кинджал (англ. The Buried Dagger, 2019), Джеймс Сваллоу

### Єресь Гора: Облога Терри
LV. Сонячна Війна (англ. The Solar War, 2019), Джон Френч

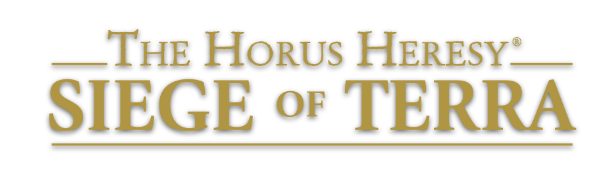
Логотип серії

LVI. Загублені та Прокляті (англ. The Lost and the Damned, 2019), Ґай Гейлі
LVII. Перша Стіна (англ. The First Wall, 2020), Ґев Торп
LVIII. Сини Селенара (англ. Sons of the Selenar, 2020), Ґрем МакНілл
LIX. Невідрадний (англ. Saturnine, 2020), Ден Абнетт
LX. Лють Маґнуса (англ. Fury of Magnus, 2020), Ґрем МакНілл
LXI. Мортіс (англ. Mortis, 2021), Джон Френч
LXII. Бойовий Яструб (англ. Warhawk, 2021), Кріс Райт
LXIII. Відлуння Вічності (англ. Echoes of Eternity, 2022), Аарон Дембські-Боуден
LXIV Ґарро: Лицар у Сірому (англ. Garro: Knight of Grey, 2023), Джеймс Сваллоу
LXV. Кінець та Смерть: Частина Перша (англ. The End and the Death: Volume I, 2023), Ден Абнетт
LXVI. Кінець та Смерть: Частина Друга (англ. The End and the Death: Volume II, ТВА), Ден Абнетт
LXVII. Кінець та Смерть: Частина Третя (англ. The End and the Death: Volume III, ТВА), Ден Абнетт

### Єресь Гора: Примархи
«Єресь Гора: Примархи» це серія повістей, розповідей та аудіодрам, в якій розповідається про життя та діяльність примархів перед настанням Єресі.
Повісті:
| №  | Оригінальна назва (англ.)             | Дата виходу в оригіналі | Назва українською мовою               | Автор           |
| -- | ------------------------------------- | ----------------------- | ------------------------------------- | --------------- |
| 1  | «Roboute Guilliman: Lord of Ultramar» | 2016 рік                | Робут Ґілліман: Лорд Ультрамару       | Девід Аннандейл |
| 2  | «Leman Russ: The Great Wolf»          | 2017 рік                | Леман Расс: Величний Вовк             | Кріс Райт       |
| 3  | «Magnus the Red: Master of Prospero»  | 2017 рік                | Маґнус Червоний: Повелитель Просперо  | Ґрем МакНілл    |
| 4  | «Perturabo: The Hammer of Olympia»    | 2017 рік                | Пертурабо: Молот Олімпії              | Ґай Гейлі       |
| 5  | «Lorgar: Bearer of the Word»          | 2017 рік                | Лорґар: Носій Слова                   | Ґев Торп        |
| 6  | Fulgrim: The Palatine Phoenix         | 2017 рік                | Фулґрім: Палатинський Фенікс          | Джош Рейнольдс  |
| 7  | Ferrus Manus: The Gorgon of Medusa    | 2018 рік                | Феррус Манус: Горгон Медузи           | Девід Ґаймер    |
| 8  | Jaghatai Khan: Warhawk of Chogoris    | 2018 рік                | Джагатай Хан: Бойовий Яструб Чоґоріса | Кріс Райт       |
| 9  | Vulkan: Lord of Drakes                | 2018 рік                | Вулкан: Володар Зміїв                 | Девід Аннандейл |
| 10 | Sons of the Emperor                   | 2018 рік                | Сини Імператора                       | Антологія       |
| 11 | Corax: Lord of Shadows                | 2018 рік                | Коракс: Лорд Тіней                    | Ґай Хейлі       |
| 12 | Angron: Slave of Nuceria              | 2019 рік                | Анґрон: Раб Нуцерії                   | Ієн Сент-Мартін |
| 13 | Scions of the Emperor                 | 2019 рік                | Нащадки Імператора                    | Антологія       |
| 14 | Konrad Curze: The Night Haunter       | 2019 рік                | Конрад Керз: Нічний Мисливець         | Ґай Гейлі       |
| 15 | Lion El'Jonson: Lord of the First     | 2020 рік                | Лев Ель'Джонсон: Повелитель Першого   | Девід Ґаймер    |
| 16 | Alpharius: Head of the Hydra          | 2021 рік                | Альфарій: Голова Гідри                | Майк Брукс      |
| 17 | Blood of the Emperor                  | 2021 рік                | Кров Імператора                       | Антологія       |
| 18 | Mortarion: The Pale King              | 2022 рік                | Мортаріон: Блідий Король              | Девід Аннандейл |
| 19 | Rogal Dorn: The Emperor's Crusader    | 2022 рік                | Роґал Дорн: Хрестоносець Імператора   | Ґев Торп        |
| 19 | Sanguinius: The Great Angel           | 2022 рік                | Санґвіній: Величний Янгол             | Кріс Райт       |
| 19 | Heirs of The Emperor                  | 2022 рік                | Спадкоємці Імператора                 | Антологія       |

### Єресь Гора: Персонажі (повісті)
Серія повістей, в кожній з яких розповідається про життя видатних діячів епохи Єресі, які суттєво повпливали на хід історії. На момент початку 2023 року у серії існує три повісті:
1. Вальдор: Народження Імперіуму (англ. Valdor: Birth of the Imperium, 2019), Кріс Райт
2. Лютер: Перший з Занепалих (англ. Luther: First of the Fallen, 2020), Ґев Торп
3. Сигізмунд: Вічний Хрестоносець (англ. Sigismund: The Eternal Crusader, 2022), Джон Френч

## Автори та учасники
Окрім письменників Black Library, у створені серії також беруть участь багато художників, редакторів, та дикторів.
Художники:
- Ніл Робертс (Neil Roberts) — автор обкладинок для основної серії та «Облоги Терри» (окрім «Брехливих Богів»). Також створив декілька внутрішніх ілюстрацій.
- Карл Річардсон (Karl Richardson) — автор внутрішніх ілюстрацій для «Єресі».
- Тьєрнер Тревалліон (Tierner Trevallion) — автор внутрішніх ілюстрацій для «Єресі».
- Кевін Чін (Kevin Chin) — автор внутрішніх ілюстрацій для двох книг «Єресі».
- Михайло Сав'є (Mikhail Savier) — автор обкладинок до серії «Примархи», а також внутрішніх ілюстрацій для останніх книг «Єресі» та «Облоги».
- Томас Дучек (Tomas Duchek) — автор внутрішніх ілюстрацій для двох книг «Єресі».
- Таціо Беттін (Tazio Bettin) — автор внутрішніх ілюстрацій до останньої книги «Єресі».

## Критика і визнання
Багато книжок із цього циклу вважаються бестселерами. У список The New York Times Bestseller List для книг у м'якій обкладинці потрапляли:
- «Тисяча Синів» — 14 березня 2010, 22 місце[2]
- «Немезида» — 15 серпня 2010, 26 місце[3]
- «Перший Єретик»— 14 і 21 листопада 2010, 28 і 33 місце[4][5]
- «Спалення Просперо» — 16 січня 2011, 16 місце[6]
- «Епоха Темряви» — 15 травня 2011, 31 місце[7]
- «Не Знаючи Страху» — 18 березня 2012, 21 місце[8]
- «Примархи» — 17 червня 2012, 29 місце[9]
- «Де янгол не наважиться ступити крок» — 16 та 23 вересня 2012, 13 та 33 місце[10][11]